# Freshwater (Ilha de Bell)
 Coordenadas : formato inválido
Freshwater é uma comunidade localizada na província canadense de Terra Nova e Labrador.